# Картуш (архітектура)

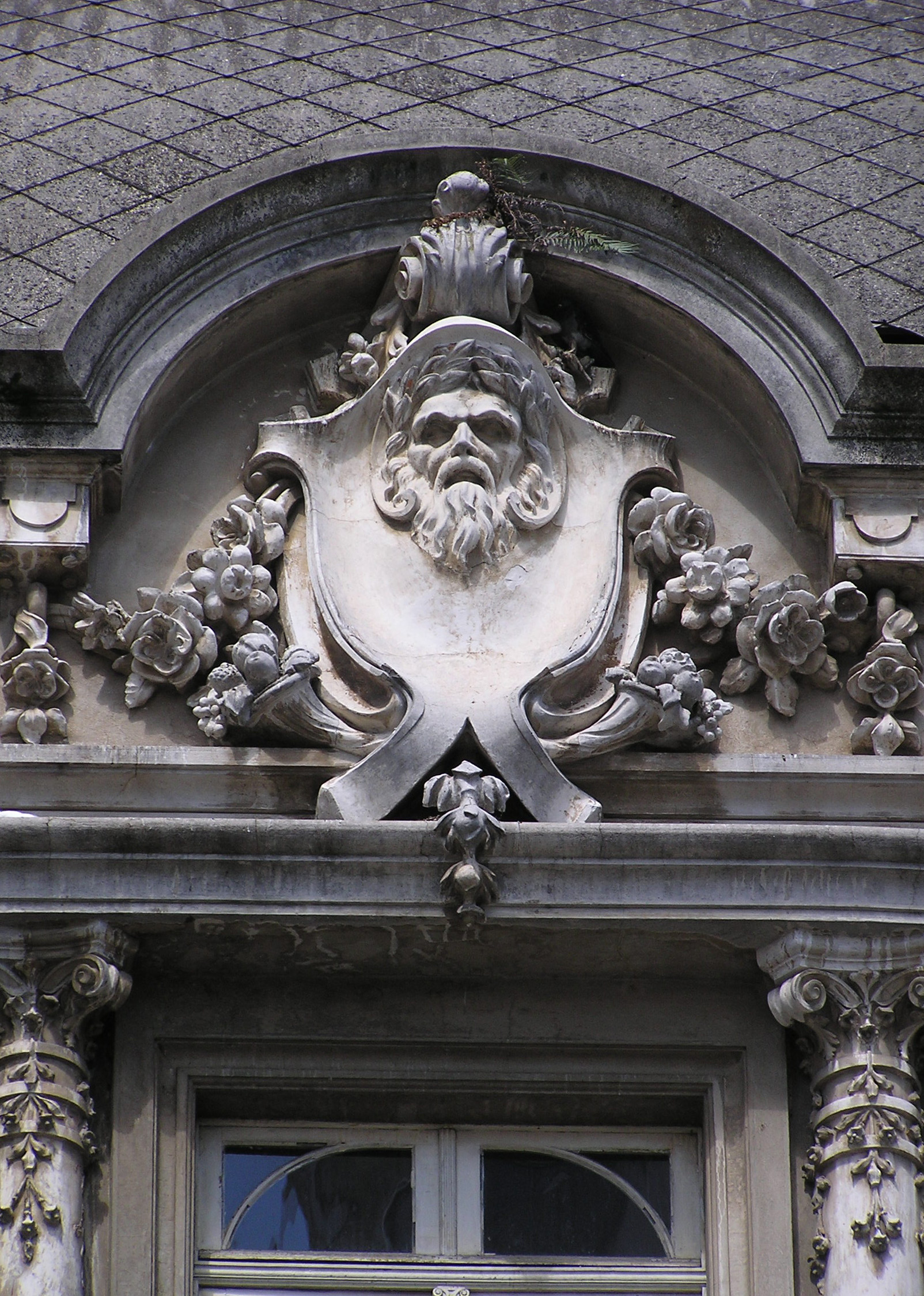
Картуш на фасаді будівлі Музею Парани, Куритиба (Бразилія)

Ка́ртуш (фр. cartouche, італ. cartoccio — згорток) — скульптурна (ліпна) або графічна прикраса у вигляді декоративно обрамленого щита чи напіврозгорнутого згортка, на яких вміщують написи, герби, емблеми тощо. Поширився в XVI–XVIII ст. Картуші прикрашають парадні входи до палаців. В давнину їх зображали на документах, географічних картах, надгробках тощо.